# Дахи (союз племен)
Дахи (Даки) (давньоперс. 𐎭𐏃𐎠, трансліт. Dahā; дав.-гр. Δαοι, трансліт. Daoi; Δααι, Daai; Δαι, Dai; Δασαι, Dasai; лат. Dahae; кит.: 大益; перс. داه‍ان Dāhān) — загальна назва союзу 3 кочових племен саків (массагетів), що жили в Центральній Азії в античну епоху . 

## Історія
Вперше згадка про дахів зустрічається в написі ахеменідського царя Ксеркса — у переліку країн та областей Ахеменідської імперії. У цьому списку дахи сусідять з саками. 
У I столітті до н. е. Страбон називає країну, населену дахами «Скіфською Дахою». Історіограф розміщує її на території сучасного Туркменістану. 
Дахи разом з іншими сакськими племенами воювали у війську Ахеменідів проти македонців — зокрема, брали участь у битві при Гавгамелах. 
У III ст. до н. е. одне з племен дахів — парни, під верховенством їх вождя Аршака — піднеслася над іншими племенами. Парни вторглися в область Парфія (Aparthik), яка незадовго до того проголосила свою незалежність від Селевкідів, увійшовши в історію як парфяни.